# Лоуріс (Південна Кароліна)
Лоуріс (англ. Lowrys) — місто (англ. town) в США, в окрузі Честер штату Південна Кароліна. Населення — 184 особи (2020).

## Географія
Лоуріс розташований за координатами 34°48′14″ пн. ш. 81°14′14″ зх. д. / 34.80389° пн. ш. 81.23722° зх. д. (34.804009, -81.237222).  За даними Бюро перепису населення США в 2010 році місто мало площу 8,19 км², уся площа — суходіл.

## Демографія
Згідно з переписом 2010 року, у місті мешкало 200 осіб у 77 домогосподарствах у складі 56 родин. Густота населення становила 24 особи/км².  Було 84 помешкання (10/км²).
Расовий склад населення:
| - 81,5 % — білих - 16,5 % — чорних або афроамериканців - 0,5 % — азіатів |

До двох чи більше рас належало 1,5 %. Частка іспаномовних становила 2,5 % від усіх жителів.
За віковим діапазоном населення розподілялося таким чином: 23,0 % — особи молодші 18 років, 61,5 % — особи у віці 18—64 років, 15,5 % — особи у віці 65 років та старші. Медіана віку мешканця становила 40,5 року. На 100 осіб жіночої статі у місті припадало 96,1 чоловіків;  на 100 жінок у віці від 18 років та старших — 100,0 чоловіків також старших 18 років.
Середній дохід на одне домашнє господарство  становив 78 762 долари США (медіана — 52 500), а середній дохід на одну сім'ю — 96 041 долар (медіана — 67 500). За межею бідності перебувало 5,9 % осіб, у тому числі 0,0 % дітей у віці до 18 років та 10,8 % осіб у віці 65 років та старших.
Цивільне працевлаштоване населення становило 89 осіб. Основні галузі зайнятості: освіта, охорона здоров'я та соціальна допомога — 19,1 %, публічна адміністрація — 11,2 %, роздрібна торгівля — 10,1 %, будівництво — 10,1 %.